# Cerro La Petronila
El cerro La Petronila (8°51′52″N 70°45′16″O / 8.864539, -70.754418) es una formación de montaña ubicada en el extremo sur del páramo Hato Viejo, Mérida, Venezuela. A una altitud de 3.708 m s. n. m. el cerro La Petronila es una de las montañas más altas en Venezuela. 

## Ubicación
En la falda sur de la montaña se asienta el caserío andino El Bao y La Honda. Más al norte del Hato Viejo están el cerro Cañada Cerrada, el cerro Piedra Negra y, a orillas del Troncal 7, los poblados de Cañada Cerrada y Almorzadero. Hacia el este está el páramo El Gavilán con su pico El Gavilán y el collado del Cóndor.